# Bruce Armstrong
Bruce Charles Armstrong (Miami, 7 settembre 1965) è un ex giocatore di football americano statunitense che ha giocato nel ruolo di offensive tackle per tutta la carriera con i New England Patriots della National Football League (NFL).

## Carriera
Armstrong fu scelto nel corso del primo giro (23º assoluto) del Draft NFL 1987. In carriera fu convocato per sei Pro Bowl. Gli unici offensive lineman dei Patriots ad essere stati convocati per più Pro Bowl sono l'Hall of Famer John Hannah e Jon Morris. Armstrong è uno degli undici giocatori ad essere stati indotti nella Patriots Hall of Fame e uno dei soli sette ad avere visto ritirato il suo numero. Armstrong partì come titolare in tutte le 212 gare giocate (incluse 118 consecutive), rendendolo il giocatore della franchigia con più gare come titolare. Le uniche gare che perse furono nella seconda metà della stagione 1992, dopo la rottura di diversi legamenti del ginocchio in una gara coi Buffalo Bills nel mese di novembre. L'infortunio fu così serio che si temette per il prosieguo della sua carriera, ma il giocatore tornò in campo completamente ristabilito nella stagione successiva.

## Palmarès
- Convocazioni al Pro Bowl:

1990, 1991, 1994, 1995, 1996, 1997
- Second-team All-Pro: 2

1980, 1984
- PFWA All-Rookie Team - 1987
- Formazione ideale del 50º anniversario dei Patriots
- Numero 78 ritirato dai New England Patriots

## Statistiche
| Partite totali      | 212 |
| Partite da titolare | 212 |